# 教員養成機関
教員養成機関（きょういんようせいきかん, 英: Normal school）とは、教員を養成する機関のことである。

## 日本の教員養成機関
現代の日本では、狭義の教員には、大学（短期大学および大学院を含む）の教員は入らない。また、専門学校などの教員もここでは取り扱わない。ここでは、教育職員免許法第5条第1項に定める幼稚園、小学校、中学校、高等学校、特別支援学校の教員の養成についてのみ記述する。

### 関係法令
- 教育職員免許法（昭和24年法律147号）
- 教育職員免許法施行法（昭和24年法律第148号）
- 小学校及び中学校の教諭の普通免許状授与に係る教育職員免許法の特例等に関する法律（平成9年法律第90号）

### 歴史
大学以外の教員養成機関については、第二次世界大戦前は師範学校か高等師範学校に限られた。師範学校は小学校教員の養成が目的であり、高等師範学校は旧制中学校教員などの養成が目的であった。
第二次世界大戦後はGHQの指導により教員養成は大学において行われることとなった。戦前とは異なり、どの大学でも条件さえ整えば教員免許を取得できる制度（開放制。「条件」は後に教職課程という形となる）となり、教員養成を目的とした組織は置かれないこととなった。
ただし、結果として従来の師範学校組織も、師範学校自体が教員養成を主眼としない形で、大学の学芸学部ないし教育学部に改組される形で温存されることとなり（なお、その後1966年（昭和41年）前後に学芸学部はほぼ一律に教育学部に名称変更している）、かつ教員養成において各方面から中核的存在扱いを受けたため、戦前のように各都道府県に1校置かれる形となったばかりでなく、教員養成を含めた教育における中枢的機能を師範学校時代から引き継ぐ格好となった。現在でも、地域の教員養成を実質的な目的としている大学、すなわち教員養成系教育学部（教員養成学部）のみの単科大学は、教員養成大学と呼ばれ、各都道府県の国立大学の教育学部卒業者が地元の小学校・中学校に教員として採用されることが多い。
なお教員養成学部は主に小学校と中学校の教員養成を目的としているが、ここでは中学校教員の特定の教科の免許と小学校教員の免許とを両方取得することは比較的易しいうえ、幼稚園教員免許は小学校教員免許と、高等学校教員免許は中学校教員免許と取得要件が似通っていることから、多くの免許を取る者も少なくない。
第二次世界大戦前の私立大学高等師範部を直後に教育学部に改組した唯一の例として、現在の早稲田大学の教育学部がある。早稲田大学の教育学部は、第二次世界大戦前は高等師範学校相当のものであった。ただし、現在の早稲田大学の教育学部の教員養成は開放制で、教員養成学部でない。
教員採用数が減ったこともあり、教員養成大学でも教員免許取得を卒業条件にしないゼロ免課程を用意した。ただし、いわゆる団塊の世代大量退職により教員の需要が高まったといわれる昨今では、ゼロ免課程が消滅する教員養成学部も多数出現している。

### 大学

#### 教育学部に置かれる教職課程
現状の教育界からも一般からも、教員養成のメインコースとされることが多い（現行制度が元々そうした前提で設計されていないことは前述の通りである）。国立の場合は、各都道府県に1校ずつ置かれた師範学校の流れを汲み、少子化が始まる前は、そこを卒業すればまずその都道府県の小中学校教諭に採用された。しかし、近年の少子化により地元の教育学部卒を卒業しても、必ずしも小中学校の教員に採用されるとは限らなくなくなったため、教員免許の取得を必修としないゼロ免課程が設けられるようになった。
ここで注意しなければならないことが、教員養成を目的とした教育学部も、教育理論の研究を目的とした教育学部も、同じ教育学部を名乗っている点である。例えば、京都大学には教育学部があるが、京都府に置かれた教員養成学部は京都教育大学の教育学部である。京都大学教育学部は、主に教育理論の研究を目的にしている。早稲田大学教育学部も、どちらかと言えば教育理論の研究を目的にしている。

#### さまざまな学部に置かれる教職課程
教育学部以外に置かれた教員免許取得コースもある。小学校教諭の免許は原則として教育学部（最近はこども学部、児童学部と称する学部もある）でなければ取得できないが、中学校・高等学校教諭免許は教育学部以外のほとんどの文系・理系等の学部でも取得でき、教員免許取得者数は教員の需要よりもかなり多くなっている。このため、教員採用試験の倍率は恒常的に高くなっている。特に競合するのが、中学校の社会科教員である。中学校教諭社会科免許は、教育学部中学校教員養成課程でも小学校教員養成課程でも取得でき、法学部、経済学部、文学部史学科・地理学科・哲学科でも取得できる。

#### 大学通信教育
いったん教育学部以外を卒業し、働きながら改めて小学校教諭を志望する者がよく履修するといわれる課程である。しかし通学制のように大学教員の指導があるわけでもなく、脱落者も多い。

### 文部科学大臣が指定する教員養成機関
かつて幼児・児童・生徒が多く、教員が不足していた時代に、大学を卒業していない者（学士の学位を有していない者）に、幼稚園・小学校などの教諭の免許状が取得できた機関である。
現在も一部は改組等を経ながら存続しており、教員免許状を取得できる専修学校の専門課程がある。
- 小学校教員養成機関
  - 横浜高等教育専門学校
- 幼稚園教員養成機関
全国幼稚園教員養成機関連合会（全幼教）加盟の専修学校が日本全国に26校ある。
- 臨時教員養成所

#### 養護教諭養成機関
全国9か所に、3年制の国立の養護教諭養成所が設置された。

### かつて存在していた養成機関
- 国立工業教員養成所 - 国立工業教員養成所の設置等に関する臨時措置法 1961年-1969年
- 養護教諭養成所 - 国立養護教諭養成所設置法 1965年-1980年
- 福岡教員養成所 2019年3月31日に閉校
- 師道大学 満州国の中等教育教員の養成を目的とした高等師範学校

## 各国の制度

### イギリス
かつてロンドンには、本国および植民地教員養成校が存在していた。

### 大韓民国
大韓民国においては初等学校の教員は国内に11ある教育大学と済州大学校教育大学、梨花女子大学校教育大学、韓国教員大学校でのみ養成される。中学校・高等学校の教員は韓国教員大学校と各大学にある師範学部か○○教育科で養成される。それ以外に教職免許の課程がある学科もある。

### 台湾
台湾においては、国立の師範大学、教育大学が存在する。
- 国立台湾師範大学
- 国立彰化師範大学
- 国立高雄師範大学
- 国立台北教育大学
- 国立台中教育大学

### 中国
国立、公立師範大学が各地域に存在する。
- 北京師範大学
- 河北師範大学
- 山東師範大学

など
また、師範専科学校が大学に昇格し、師範学科を元に総合大学に再編する例も各地にある。
- 德州学院

など